# آمپاسیمبه
آمپاسیمبه (به لاتین: Ampasimbe) یک منطقهٔ مسکونی در ماداگاسکار است که در آتسینانانا واقع شده‌است. آمپاسیمبه ۱۲٬۱۲۲ نفر جمعیت دارد و ۹۴۶ متر بالاتر از سطح دریا واقع شده‌است.